# 绍尔·阿斯肯杰罗夫
绍尔·阿谢沃维奇·阿斯肯杰罗夫（羅馬化：Zaur Asevovich Askenderov；1970年7月12日—）是俄罗斯政治人物，现任达吉斯坦共和国人民议会主席。他也曾于2012年和2016年连续两届担任第六届和第七届国家杜马议员。